# Magere Brug

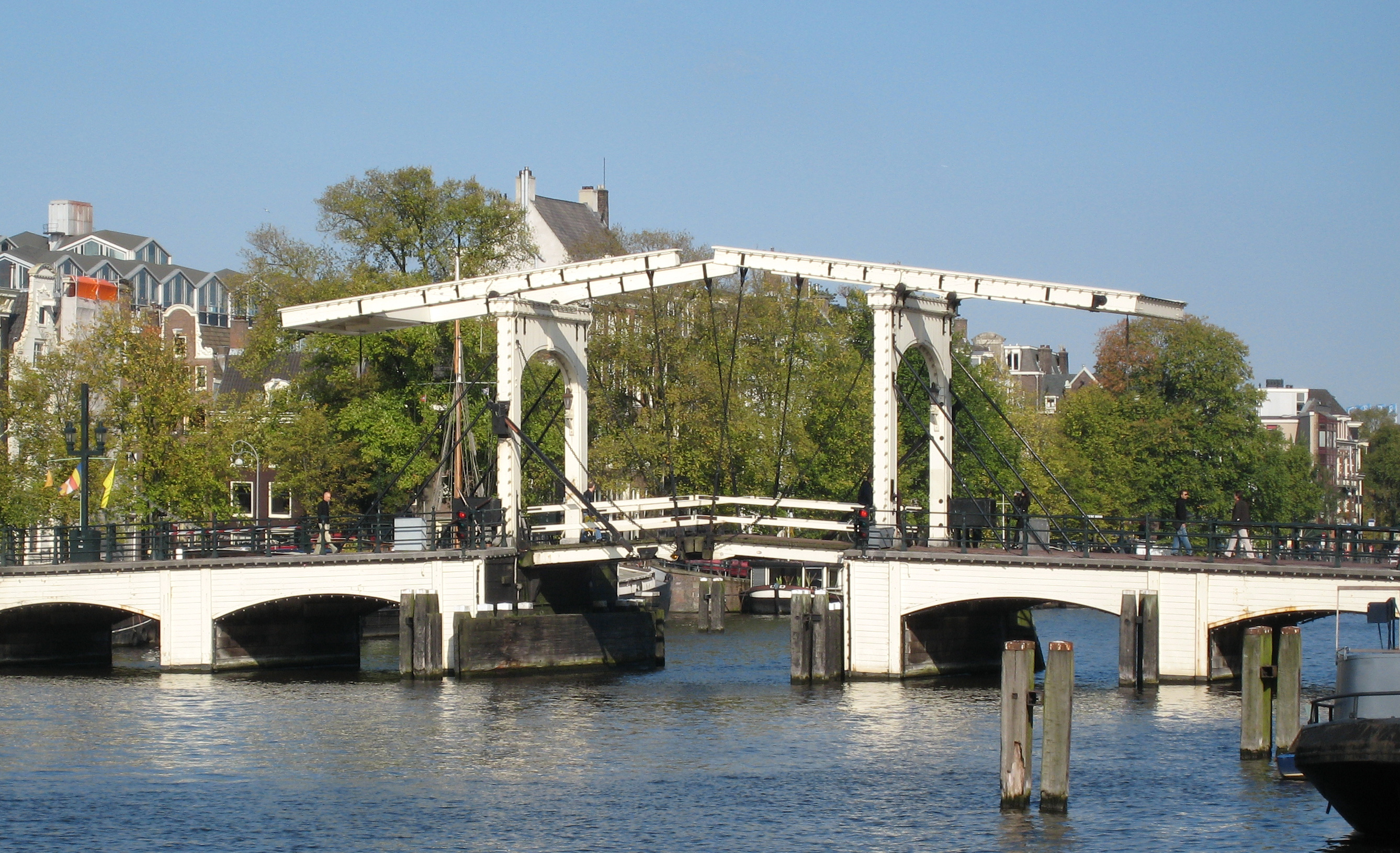
Le Magere brug

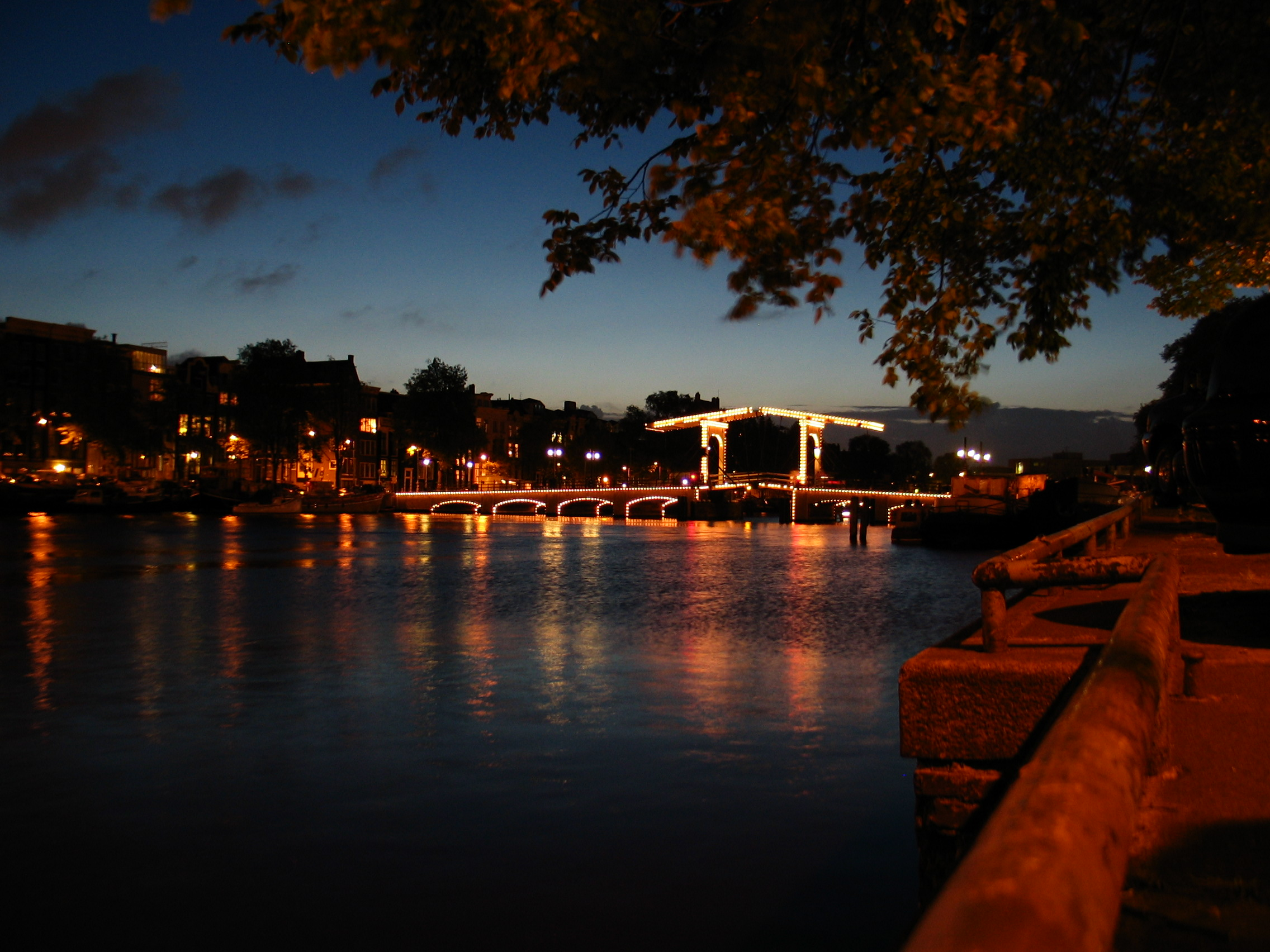
Le Magere brug en soirée

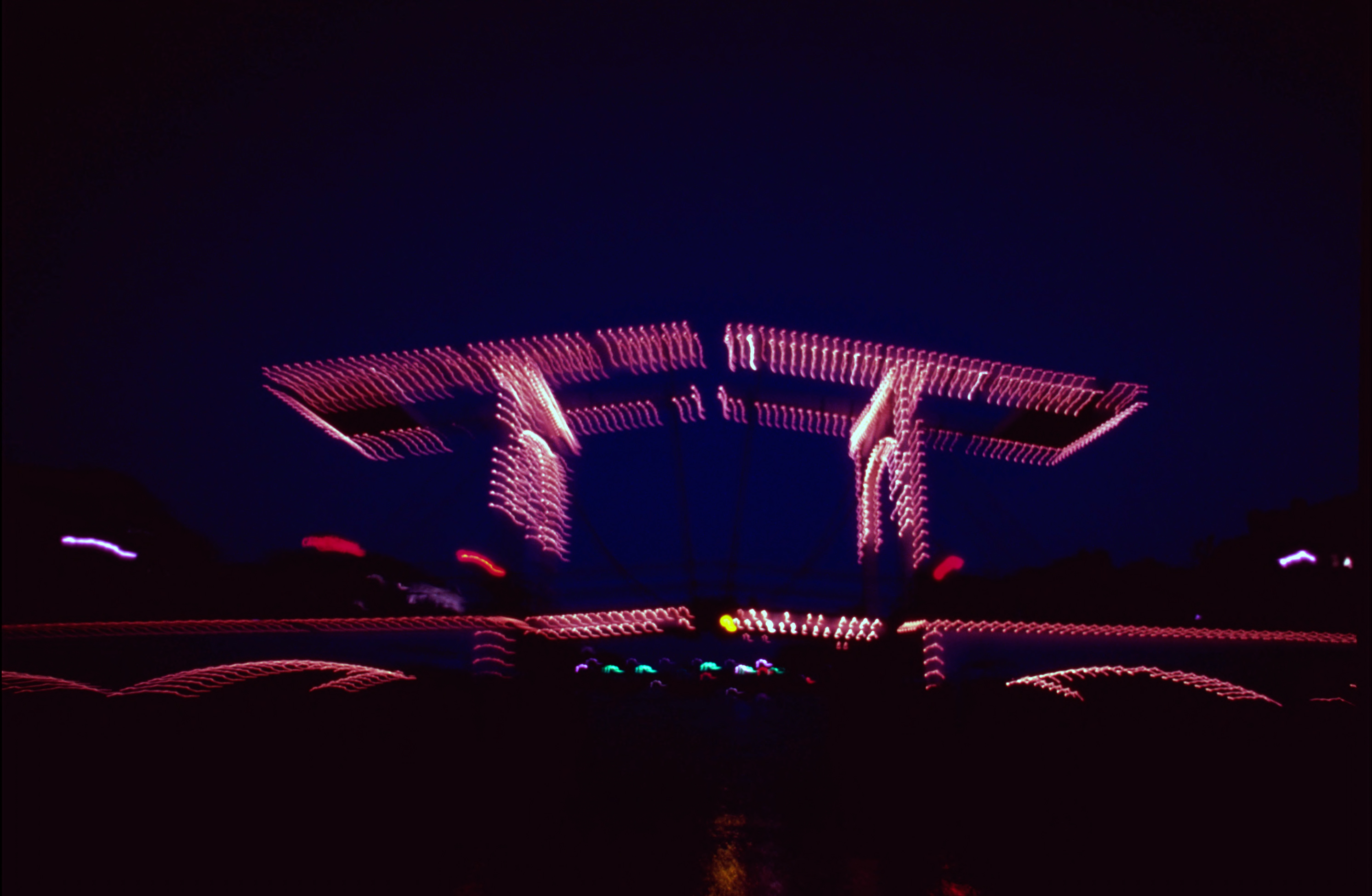
Magere Brug Amsterdam, 1988

Le Magere Brug (Pont Maigre en néerlandais) est un pont sur l'Amstel au centre d'Amsterdam aux Pays-Bas. Il relie les deux rives de la rivière à hauteur de la Kerkstraat, entre le Keizersgracht et le Prinsengracht.
Il s'agit d'un pont basculant traditionnel à double-levis en bois peint en blanc. L'ouvrage d'origine fut construit en 1670, mais il était tellement étroit que deux personnes pouvaient à peine s'y croiser. Il fut reconstruit en 1871, mais rénové en 1969 pour permettre le passage de voitures. La circulation automobile a été permise jusqu'en 2003, année au cours de laquelle le pont fut réparé et réaménagé ne laissant plus le passage qu'aux piétons et aux cyclistes.  
Le pont, long de 80 m et comptant neuf travées, se lève plusieurs fois par jour pour permettre le passage des péniches. Les bateaux-mouches peuvent passer sous le pont sans qu'il soit levé.
Le pont est illuminé le soir par 1 200 lampions.
Un concert est donné chaque année près du pont à l'occasion de la fête du Jour de la Libération (fêté le 5 mai aux Pays-Bas) en présence du souverain des Pays-Bas.
Le pont a été le décor de nombreux films, parmi lesquels le plus connu est le film de James Bond, Les diamants sont éternels.